# Belagerung von Aspis
Agrigent – Mylae – Liparische Inseln – Sulci – Tyndaris – Kap Ecnomus – Aspis – Adys – Tunes – Kap Bon – Panormus – Drepana I – Drepana II – Ägatische Inseln
Die Belagerung von Aspis (auch Clupea genannt) im Jahr 256 v. Chr. war eine Schlacht des Ersten Punischen Krieges. Es war die erste militärische Auseinandersetzung des Konflikts, die nicht zur See ausgetragen wurde.

## Vorgeschichte
Nach dem Sieg in der Seeschlacht am Kap Eknomos landeten die römischen Einheiten an der nordafrikanischen Küste bei der Hafenstadt Aspis (auch Cluepa) südlich von Karthago. Sie errichteten unter dem Kommando von Marcus Atilius Regulus an ihrer Landungsstelle ein Lager und griffen anschließend die nur schwach befestigte Stadt an.

## Die Schlacht
Die karthagische Garnison wurde nach dem vorhergegangenen reinen Seekrieg vom landseitigen Angriff überrascht. Es gelang den römischen Streitkräften nicht die Stadt im Sturm zu nehmen. In einigen Wochen hergestellte Belagerungsgeräte ermöglichten Regulus Einheiten die Überwindung der Fortifikationen. Im direkten Kampf waren die Karthager mit ihren leichten Rüstungen den römischen Legionären unterlegen. Die Stadt fiel nach kurzem Gefecht und wurde von Regulus Einheiten besetzt.

## Folgen
Der römische Feldherr machte Aspis zum Brückenkopf für weitere Eroberungszüge in Afrika. Er reduzierte sein Heer auf 15.000 Legionäre und schickte das Gros der Flotte zurück nach Rom. Von Aspis führte er Plünderungszüge in karthagischen Territorien in durch. Als Reaktion auf die Niederlage und die folgende Bedrohung durch die römischen Invasoren suchte Karthago die Konfrontation. Diese Bemühungen mündeten in die Schlacht bei Adys.